# Saint-Félix Seheult
Saint-Félix Seheult, né le 7 mars 1793 à Nantes et mort le 25 mars 1858 dans la même ville,, est un architecte français néo-classique, nommé architecte du département de la Loire-Inférieure en 1827.

## Biographie
Saint-Félix Seheult est le fils de l'André-Michel Seheult, officier municipal de Nantes, et de Renée Allonneau. Il est le neveu de François-Léonard Seheult.
Il est élu au conseil municipal de Nantes en 1843
Il meurt en 1858 dans sa demeure, au no 33 de la « rue des Arts » (actuelle rue Jean-Jaurès), et est inhumé au cimetière Miséricorde.

## Réalisations
Son œuvre est fortement influencée par celle de Mathurin Crucy. À Nantes, aux côtés de Joseph-Fleury Chenantais, il a œuvré à l'édification de l'ancien palais de justice, de la cathédrale, de l'église Notre-Dame-de-Bon-Port, et de plusieurs hôtels particuliers, situés rue Jean-Jaurès, cours Henri IV et rue de l'Héronnière. À La Haie-Fouassière, les deux architectes collaborent à l'édification du château du Hallay.
Il est également l'architecte de l'église Saint-Étienne de Saint-Étienne-de-Montluc.
Chargé du chantier de la cathédrale Saint-Pierre-et-Saint-Paul de Nantes en 1836, il entreprend d'édifier un chœur et une nef d'inspiration médiévale, dans le but d'harmoniser l'ensemble avec la nef. Le projet n'aboutit pas ; à la suite d'un conflit avec l'entrepreneur, il est limogé en 1849.

## Sources
- Émilien Maillard, Nantes et le département au XIXe siècle : littérateurs, savants, musiciens, & hommes distingués, 1891.

## Liens